# Balangiga
Balangiga è una municipalità di quinta classe delle Filippine, situata nella Provincia di Eastern Samar, nella Regione del Visayas Orientale.
Balangiga è formata da 13 baranggay:
- Bacjao
- Barangay Poblacion I
- Barangay Poblacion II
- Barangay Poblacion III
- Barangay Poblacion IV
- Barangay Poblacion V
- Barangay Poblacion VI
- Cag-olango
- Cansumangcay
- Guinmaayohan
- Maybunga
- San Miguel
- Santa Rosa